# Конституция Башкирской АССР (1978)
Конституция БАССР 1978 года —  основной закон Башкирской Автономной Советской Социалистической республики;  30 мая 1978 года, внеочередная VIII сессия Верховного Совета Башкирской АССР  приняла третью  по счету Конституцию Башкирии 1978 года. 

## История принятия
Конституция БАССР 1978 года — третья конституция БАССР.
К  70-м  годам  XX века в Советском Союзе было  построено развитое социалистическое общество. Государство диктатуры пролетариата переросло в общенародное социалистическое государство трудящихся.  Страна приступила к практическому решению задач строительства коммунизма.
Новые задачи требовали необходимым подготовить и принять новую Конституцию (Основной Закон) СССР, которая  закрепила бы все изменения в жизни советского общества.
7 октября  1977 года была принята новая Конституция СССР.  Конституция РСФСР принята на внеочередной седьмой сессии Верховного Совета РСФСР девятого созыва 12 апреля 1978 года. 
С 1977 года Верховный Совет Башкирской АССР образовал комиссию по подготовке проекта Конституции Башкирской АССР. 
Проект Конституции (Основного Закона) Башкирской АССР широко обсуждался на собраниях коллективов трудящихся.
С 29 по 30 мая 1978 года в Уфе работала внеочередная восьмая сессия Верховного Совета Башкирской АССР девятого созыва.  Депутаты, проголосовав отдельно по вступительной части, затем по каждому из десяти разделов и в заключение — по проекту в целом, приняли Конституцию Башкирской АССР единогласно.  
В отличие от прежней практики  Конституция Башкирской АССР  в РСФСР не утверждается.

## Структура Конституции БАССР 1978 года
Конституция Башкирской АССР 1978 года состоит из краткого введения, 161 статьи, 16 глав и 10 разделов:
Раздел I. Основы общественного строя и политики Башкирской АССР.
В первом разделе Конституции Башкирской АССР, в отличие от  Конституции СССР 1977 года и Конституции РСФСР 1978 года отсутствуют главы, посвященной внешней политике государства. В целях защиты всего государства созданы Вооруженные Силы СССР и установлена всеобщая воинская обязанность, а Башкирская АССР участвует в обеспечении обороноспособности страны, оснащении Вооруженных Сил СССР всем необходимым. Обязанности государственных органов, общественных организаций, должностных лиц и граждан по обеспечению безопасности страны и укреплению её обороноспособности определяются законодательством Союза ССР».
Глава 1. Политическая система (9 статей). В главе отмечается роль КПСС в стране: "Руководящей и направляющей силой советского общества, ядром его политической системы, государственных и общественных организаций является Коммунистическая партия Советского Союза".
Глава 2. Экономическая система (9 статей). Статья дополнена формой социалистической собственности, кроме государственной (общенародной) и колхозно-кооперативной собственности, также собственность профсоюзных и иных общественных организаций.
Глава 3. Социальное развитие и культура (9 статей).
Раздел II. Государство и личность. В главе гарантируется равенства граждан перед законом независимо от происхождения, социального и имущественного положения, расовой и национальной принадлежности, пола, образования, языка, отношения к религии, рода и характера занятий, места жительства и других обстоятельств во всех областях экономической, политической, социальной и культурной жизни (ст. 29). 
В разделе, в отличие от старой конституции, гражданам гарантируются новые права: право на жилище,   право на пользование достижениями культуры, право на защиту семьи, право на судебную защиту от посягательства на честь и достоинство, жизнь и здоровье, на личную свободу и имущество, право обжаловать действия должностных лиц, государственных и общественных органов, право на возмещение ущерба, причиненного незаконными действиями государственных и общественных организаций, а также должностных лиц при исполнении ими служебных обязанностей, свобода научного, технического и художественного творчества.
Глава 4. Гражданство Башкирской АССР. Равноправие граждан (5 статей). 
Глава 5. Основные права, свободы и обязанности граждан Башкирской АССР (31 статья).
Раздел III. Национально-государственное и административно-территориальное устройство Башкирской АССР.
Глава 6. Башкирская АССР — автономная республика в составе РСФСР (7 статей). 
Глава 7. Административно-территориальное устройство Башкирской АССР (2 статьи). 
Раздел IV. Советы народных депутатов Башкирской АССР и порядок их избрания.
Глава 8. Система и принципы деятельности Советов
народных депутатов (6 статей).
Глава 9. Избирательная система (8 статей).
Глава 10. Народный депутат (5 статей). 
Раздел V. Высшие органы государственной власти и управления Башкирской АССР.
Глава 11. Верховный Совет Башкирской АССР (18 статей). 
Глава 12. Совет Министров Башкирской АССР  
Глава 13. Местные Советы народных депутатов (8 статей).
Глава 14. Исполнительные комитеты местных Советов народных депутатов (7 статей).
Раздел VII. Государственный план экономического и социального развития Башкирской АССР. Государственный бюджет Башкирской АССР (6 статей). 
Раздел VIII. Правосудие, арбитраж и прокурорский надзор. 
Глава 15. Суд и арбитраж (13 статей)
Глава 16. Прокуратура (4 статьи). 
Раздел IX. Герб, флаг и столица Башкирской АССР  (3 статьи). В разделе дается описание герба, флага БАССР: в верхней части  герба — пятиконечная звезда. Флаг представляет собой красное прямоугольное полотнище со светло-синей полоской у древка во всю ширину флага, которая составляет 1/8 длины флага, а отношение ширины флага к его длине составляет 1:2. В левом верхнем углу красного полотнища изображены золотые серп и молот и над ними красная пятиконечная звезда, обрамленная золотой каймой. Столицей БАССР является город Уфа.
Раздел X. Действие Конституции Башкирской АССР и порядок её изменения (2 статьи). В статье отмечается, что 
изменение конституции возможно лишь по решению Верховного Совета Башкирской АССР, принятому большинством не менее 2/3 от общего числа народных депутатов Башкирской АССР (ст 161). Утверждение решения Верховного Совета Башкирской АССР Верховным Советом РСФСР не требуется.